# Gotemba
Gotemba (jap. 御殿場市 Gotemba-shi, englisch Gotemba City, alternativ romanisiert Gotenba) ist eine kreisfreie Stadt (-shi) in der Präfektur Shizuoka in Japan.

## Geschichte

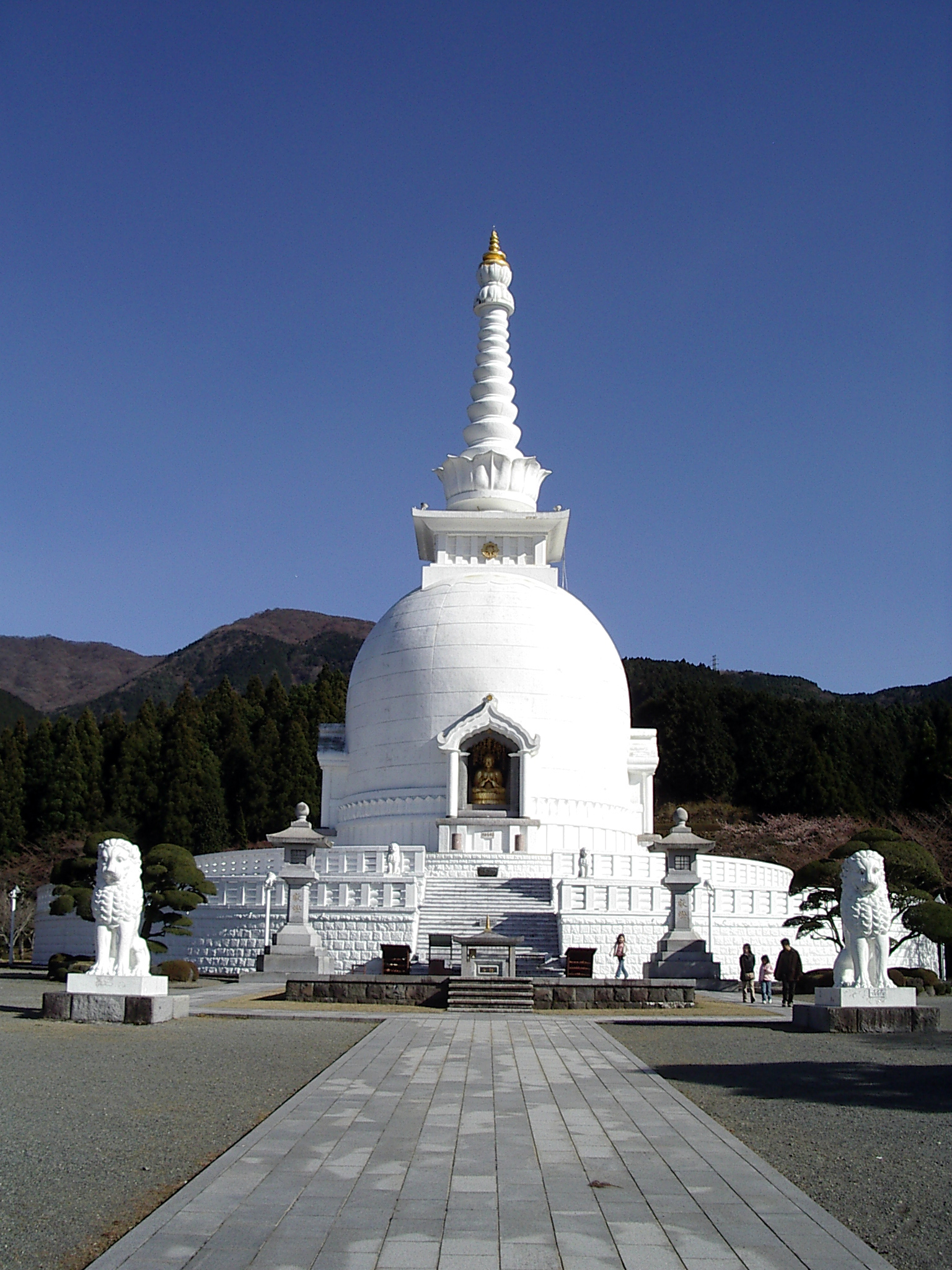
Stupa in Gotemba

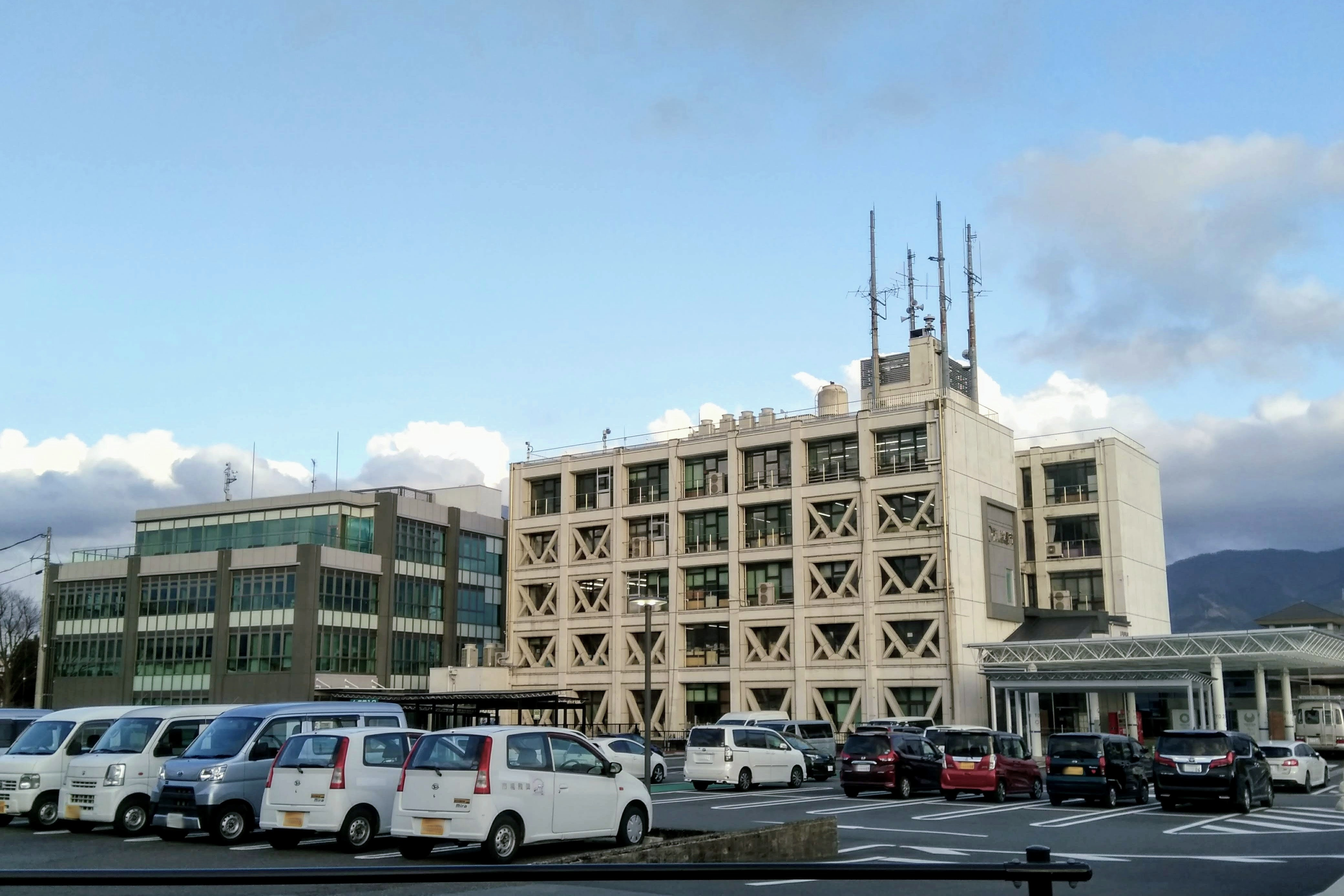
Stadthalle von Gotemba

Gotemba-shi wurde am 11. Februar 1955 durch den Zusammenschluss der Stadt (-chō) Gotemba und der Dörfer (-mura) Fujioka, Harasato, Inno und Tamaho aus dem Landkreis Suntō gegründet. 1956 und 1957 erfolgten zwei weitere Eingemeindungen aus dem Kreis.

## Verkehr
- Straße:
  - Tōmei-Autobahn, Richtung Tokio oder Nagoya
  - Nationalstraße 138, 246, 469
- Zug:
  - Bahnhof Gotemba: Gotemba-Linie, nach Numazu und Kōzu

## Städtepartnerschaft
- Chambersburg, Pennsylvania seit 22. August 1960
- Beaverton, Oregon seit 22. Oktober 1987

## Sehenswürdigkeiten
- Tokinosumika-Glocke

## Söhne und Töchter der Stadt
- Katsumata Seiichi (1908–1989), Politiker
- Shin’ichirō Kawamata (* 1989), Fußballspieler
- Takuya Kurosawa (* 1962), Rennfahrer
- Genki Miyachi (* 1994), Fußballspieler
- Shin’ichirō Kawamata (* 1989), Fußballspieler
- Tomohiro Taira (* 1990), Fußballspieler

## Angrenzende Städte und Gemeinden
- Präfektur Shizuoka
  - Fuji
  - Susono
  - Fujinomiya
  - Oyama
- Präfektur Kanagawa
  - Hakone